# کیم جین-وو (بازیگر)
کیم جین-وو (کره‌ای: 김진우؛ زادهٔ ۱۷ ژوئن ۱۹۸۳) بازیگر و خواننده اهل کره جنوبی است. او حرفهٔ بازیگری خود را در تئاتر موزیکال آغاز کرد و از آن زمان تاکنون در مجموعه‌های تلویزیونی مانند ملکه و من (۲۰۱۲)، تولد یک خانواده (۲۰۱۲)، دیگر نمی‌توانم تحمل کنم (۲۰۱۳) و بازگشت هوانگ گوم‌بوک (۲۰۱۵) ایفای نقش کرده‌است.

## فیلم‌شناسی

### مجموعه‌های تلویزیونی
| سال       | عنوان                              | نقش                                | شبکه              |
| --------- | ---------------------------------- | ---------------------------------- | ----------------- |
| ۲۰۱۰      | جادهٔ شماره ۱                       | کیم سو-هیوک                        | ام‌بی‌سی            |
| ۲۰۱۰      | لطفاً باهام ازدواج کن               | وکیل پارک                          | کی‌بی‌اس۲           |
| ۲۰۱۰      | لبخند بزن، مامان                   | به یون-وو                          | اس‌بی‌اس            |
| ۲۰۱۱      | نمی‌توان از دست داد                 | سو جو-هیون                         | ام‌بی‌سی            |
| ۲۰۱۲      | تو را به یاد دارم                  | ها کانگ-سو                         | اس‌بی‌اس            |
| ۲۰۱۲      | ۱۲ سینگل عشق                       | وون بین                            | تی‌وی‌ان            |
| ۲۰۱۲      | ملکه و من                          | هان دونگ-مین                       | تی‌وی‌ان            |
| ۲۰۱۲      | پادشاه درام‌ها                      | کیم جین-وو (حضور افتخاری)          | اس‌بی‌اس            |
| ۲۰۱۲      | تولد یک خانواده                    | لی سو-هو                           | اس‌بی‌اس            |
| ۲۰۱۳      | دیگر نمی‌توانم تحمل کنم             | جو سونگ-وو                         | جی‌تی‌بی‌سی          |
| ۲۰۱۴      | صلیب طلایی                         | معشوقهٔ کیم سه-ریونگ (حضور افتخاری) | کی‌بی‌اس۲           |
| ۲۰۱۴      | رسوایی همسر – باد برمی‌خیزد         | جنتلمن (قسمت ۴: «باتری عشق»)       | تی‌وی چوسان        |
| ۲۰۱۴      | دختر دوست‌داشتنی من                 | سو جه-یونگ                         | اس‌بی‌اس            |
| ۲۰۱۴      | درام ویژه – «عروس در کفش‌های ورزشی» | جانگ هی-سون                        | کی‌بی‌اس۲           |
| ۲۰۱۵      | بازگشت هوانگ گوم‌بوک                | سو این-وو                          | اس‌بی‌اس            |
| ۲۰۱۵–۲۰۱۶ | به یادآور                          | قاضی کانگ سوک-گیو                  | اس‌بی‌اس            |
| ۲۰۱۶      | خانوادهٔ غیرعادی                    | گو یون-جه                          | کی‌بی‌اس۱           |
| ۲۰۱۶      | مونستار                            | پارک جی-سو (حضور افتخاری)          | ام‌بی‌سی            |
| ۲۰۱۷      | جهان‌های بهم پیوسته                 | چا ته-هون                          | اس‌بی‌اس            |
| ۲۰۱۷      | درخشش باران                        | لی این-یونگ (حضور افتخاری)         | جی‌تی‌بی‌سی          |
| ۲۰۱۸      | به وایکیکی خوش آمدید               | پدر سول (حضور افتخاری)             | جی‌تی‌بی‌سی          |
| ۲۰۱۸      | درام ویژه – «راز خانم کیم»         | چوی سونگ-مین                       | کی‌بی‌اس۲           |
| ۲۰۱۸      | قهرمان عحیب من                     | گروم (حضور افتخاری، قسمت ۱)        | اس‌بی‌اس            |
| ۲۰۱۹      | همسر چپ دست'                       | لی سو-هو / پارک دو-کیونگ           | کی‌بی‌اس۲           |
| ۲۰۱۹      | از دست دادن زندگی                  | گو جین-سونگ                        | ام‌بی‌ان، یوام‌ای‌اکس |
| ۲۰۱۹      | خانواده باوقار                     | مو وان-جون                         | ام‌بی‌ان، درامااکس  |
| ۲۰۲۲      | کیل هیل                            | دولی                               | تی‌وی‌ان            |
| ۲۰۲۲      | زندگی دوباره من                    | چوی گانگ-جین                       | اس‌بی‌اس            |